# ロマン・コプィロフ
ロマン・コプィロフ（ロシア語: Роман Копылов、英語: Roman Kopylov、1991年5月4日 - ）は、ロシアの男性総合格闘家。ケメロヴォ州ベロフスキー地区出身。ラティ・チーム所属。元Fight Nights Globalミドル級王者。UFC世界ミドル級ランキング15位。

## 来歴
両親がアスリートの家庭に生まれた。9歳から格闘技を始め、地方や都市の大会で数多くのトロフィーを獲得した。その後、シベリアの国家親衛隊に入隊し、コンバットサンボの世界王者に5度輝いた。2014年、ケメロヴォ国立大学の分校を卒業した後に総合格闘技のトレーニングを始め、2016年にプロ総合格闘技デビュー。

### UFC
2019年11月9日、UFC初参戦となったUFC Fight Night: Zabit vs. Kattarでカール・ロバーソンと対戦し、リアネイキドチョークで3R一本負け。キャリア初黒星を喫した。
2023年1月14日、UFC Fight Night: Strickland vs. Imavovでプナヘレ・ソリアーノと対戦し、左ミドルキックを効かせ追撃のスタンドパンチ連打で2RTKO勝ち。パフォーマンス・オブ・ザ・ナイトを受賞した。
2023年9月16日、UFC Fight Night: Grasso vs. Shevchenko 2でジョシュ・フレムドと対戦し、左ボディブローで2RKO勝ち。パフォーマンス・オブ・ザ・ナイトを受賞した。
2025年1月11日、UFC Fight Night: Dern vs. Ribas 2でクリス・カーティスと対戦し、試合終了間際に左ハイキックでTKO勝ち。ファイト・オブ・ザ・ナイトを受賞した。

## 戦績

### 総合格闘技
| 総合格闘技 戦績 | 総合格闘技 戦績 | 総合格闘技 戦績 | 総合格闘技 戦績 | 総合格闘技 戦績 | 総合格闘技 戦績 | 総合格闘技 戦績 |
| --------------- | --------------- | --------------- | --------------- | --------------- | --------------- | --------------- |
| 18 試合         | (T)KO           | 一本            | 判定            | その他          | 引き分け        | 無効試合        |
| 14 勝           | 12              | 0               | 2               | 0               | 0               | 0               |
| 4 敗            | 0               | 2               | 2               | 0               | 0               | 0               |

| 勝敗 | 対戦相手                   | 試合結果                                         | 大会名                                                      | 開催年月日     |
| ×    | パウロ・コスタ             | 5分3R終了 判定0-3                                | UFC 318: Holloway vs. Poirier 3                             | 2025年7月19日  |
| ○    | クリス・カーティス         | 3R 4:59 TKO（左ハイキック）                      | UFC Fight Night: Dern vs. Ribas 2                           | 2025年1月11日  |
| ○    | セザル・アウメイダ         | 5分3R終了 判定2-1                                | UFC 302: Makhachev vs. Poirier                              | 2024年6月1日   |
| ×    | アンソニー・ヘルナンデス   | 2R 3:23 リアネイキドチョーク                     | UFC 298: Volkanovski vs. Topuria                            | 2024年2月17日  |
| ○    | ジョシュ・フレムド         | 1R 1:43 KO（グラウンドの肘打ち）                 | UFC Fight Night: Grasso vs. Shevchenko 2                    | 2023年9月16日  |
| ○    | クラウディオ・ヒベイロ     | 2R 0:33 KO（左ハイキック）                       | UFC 291: Poirier vs. Gaethje 2                              | 2023年7月29日  |
| ○    | プナヘレ・ソリアーノ       | 2R 3:19 TKO（左ミドルキック→スタンドパンチ連打） | UFC Fight Night: Strickland vs. Imavov                      | 2023年1月14日  |
| ○    | アレッシオ・ディ・キリコ   | 3R 1:09 KO（スタンドパンチ連打）                 | UFC Fight Night: Gane vs. Tuivasa                           | 2022年9月3日   |
| ×    | アルベルト・デュラエフ     | 5分3R終了 判定0-3                                | UFC 267: Błachowicz vs. Teixeira                            | 2021年10月30日 |
| ×    | カール・ロバーソン         | 3R 4:01 リアネイキドチョーク                     | UFC Fight Night: Zabit vs. Kattar                           | 2019年11月9日  |
| ○    | Yasubei榎本                | 4R 3:39 KO（左ボディブロー）                     | Fight Nights Global 91 【FNGミドル級タイトルマッチ】        | 2018年12月27日 |
| ○    | アブスピヤン・アリハノフ   | 4R 5:00 TKO（コーナーストップ）                  | Fight Nights Global 85 【FNGミドル級タイトルマッチ】        | 2018年3月30日  |
| ○    | ルイス・グスタボ・ドゥトラ | 1R 3:15 KO（パンチ）                             | League S-70: Plotforma Cup 2017                             | 2017年8月8日   |
| ○    | コービー・オルティス       | 2R 5:00 TKO（コーナーストップ）                  | Fight Nights Global 69                                      | 2017年6月30日  |
| ○    | アルテム・ショカロ         | 3R 4:11 TKO（パンチ連打）                        | Fight Nights Global 59                                      | 2017年2月23日  |
| ○    | イスラム・グゴフ           | 2R 3:57 KO（ボディへの左スピニングバックキック） | ACB 49: Rostov Onslaught                                    | 2016年11月26日 |
| ○    | ジョゼ・サントス           | 3R 4:52 KO（パンチ）                             | S-70: Plotforma Cup 2016                                    | 2016年8月21日  |
| ○    | フェリペ・エンスエ         | 5分3R終了 判定3-0                                | WCSA Combat Ring 18: X-Fight 【WCSAミドル級タイトルマッチ】 | 2016年4月1日   |

## 獲得タイトル
- WCSAミドル級王座（2016年）
- 第2代Fight Nights Globalミドル級王座（2018年）

## 表彰
- UFC パフォーマンス・オブ・ザ・ナイト（2回）
- UFC ファイト・オブ・ザ・ナイト（1回）